# L'Irrésistible (film, 1927)
Pour les articles homonymes, voir L'Irrésistible.
Pour plus de détails, voir Fiche technique et Distribution.
L'Irrésistible (West Point) est un film américain réalisé par Edward Sedgwick, sorti en 1927.

## Fiche technique
- Titre : L'Irrésistible
- Titre original : West Point
- Réalisation : Edward Sedgwick
- Intertitres : Joseph Farnham d'après une histoire de Raymond L. Schrock
- Production : Edward Sedgwick
- Société de production et de distribution : MGM
- Image : Ira H. Morgan
- Montage : Frank Sullivan
- Costumes : Gilbert Clark
- Pays : États-Unis
- Genre : Drame et romance
- Durée : 95 min
- Format : Noir et blanc - 1,33:1- film muet
- Dates de sortie : 
  - États-Unis : 31 décembre 1927 (première à New York)

## Distribution
- William Haines : Brice Wayne
- Joan Crawford : Betty Channing
- William Bakewell : 'Tex' McNeil
- Neil Neely : Bob Sperry
- Ralph Emerson : Bob Chase
- Leon Kellar : Capitaine Munson
- Raymond G. Moses : Coach Towers